# 917

## Evenimente
- 20 august: Bătălia de la Achelous (sau Anchialus). Una dintre cele mai mari din istoria medievală, bulgarii i-au învins decisiv pe bizantini conduși de Leon Focas, fiul lui Nicefor al II-lea Focas și i-au ucis pe mulți dintre comandanții lor, deși Focas a reușit să scape în Mesembria.

## Decese
- 21 ianuarie: Erchanger (Erchangar), duce de Suabia din septembrie 915 și membru al familiei Ahalolfingerilor (n.c. 880)